# MOLLE
Pour les articles homonymes, voir Molle.

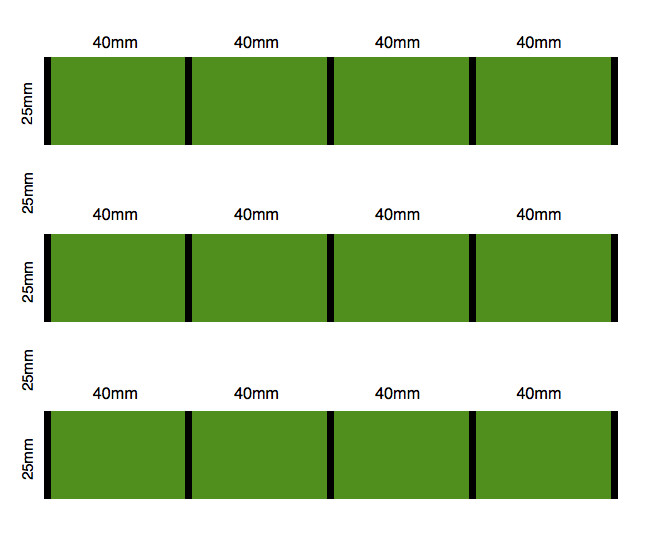
Norme et mesure du système MOLLE

Le système d'attache MOLLE est utilisé principalement par les forces de l'OTAN pour fixer des accessoires sur leurs équipements. Introduit en 1997 pour remplacer le système ALICE (en), qui datait de 1973, il n'a été utilisé à grande échelle qu'à partir de 2001, notamment par les troupes américaines intervenant en Afghanistan, puis plus tard en Irak.
Le nom « MOLLE » est un acronyme anglais pour Modular Lightweight Load-carrying Equipment (équipement modulaire léger porteur de charges).
Les gilets pare-balles et sac à dos tactiques de l'armée sont souvent recouverts par ces bandes horizontales d'attaches en boucles plates cousues, sur lesquelles viennent se fixer les divers accessoires (pochettes, holsters...).
L'avantage de ce système est sa modularité : l'utilisateur peut placer ses équipements complémentaires où il veut sur son gilet ou son sac tactique.

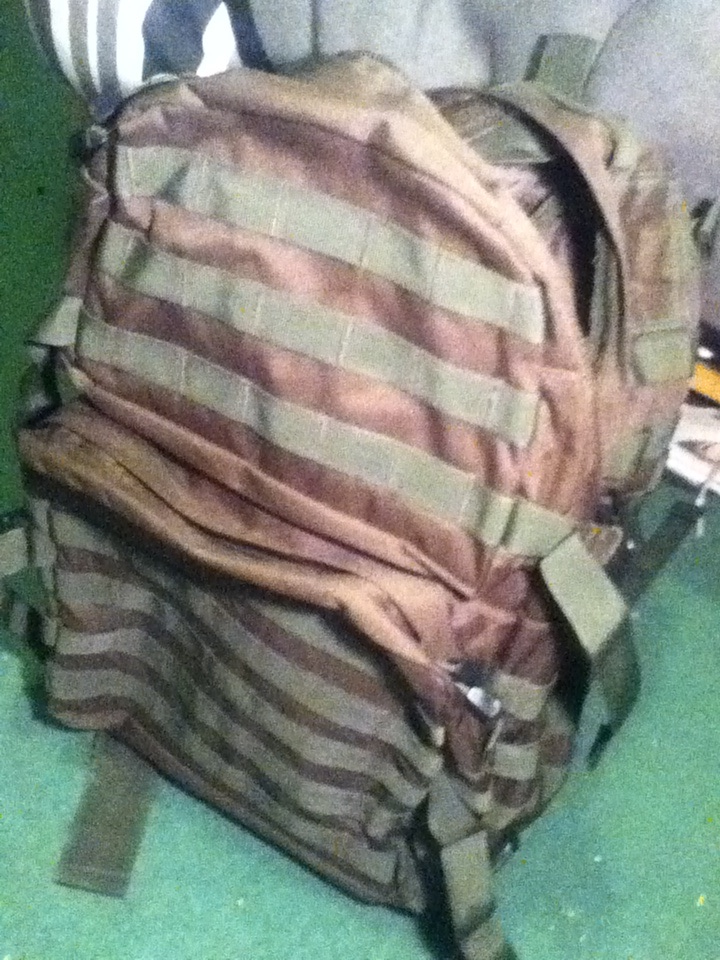
Un sac avec attaches MOLLE.
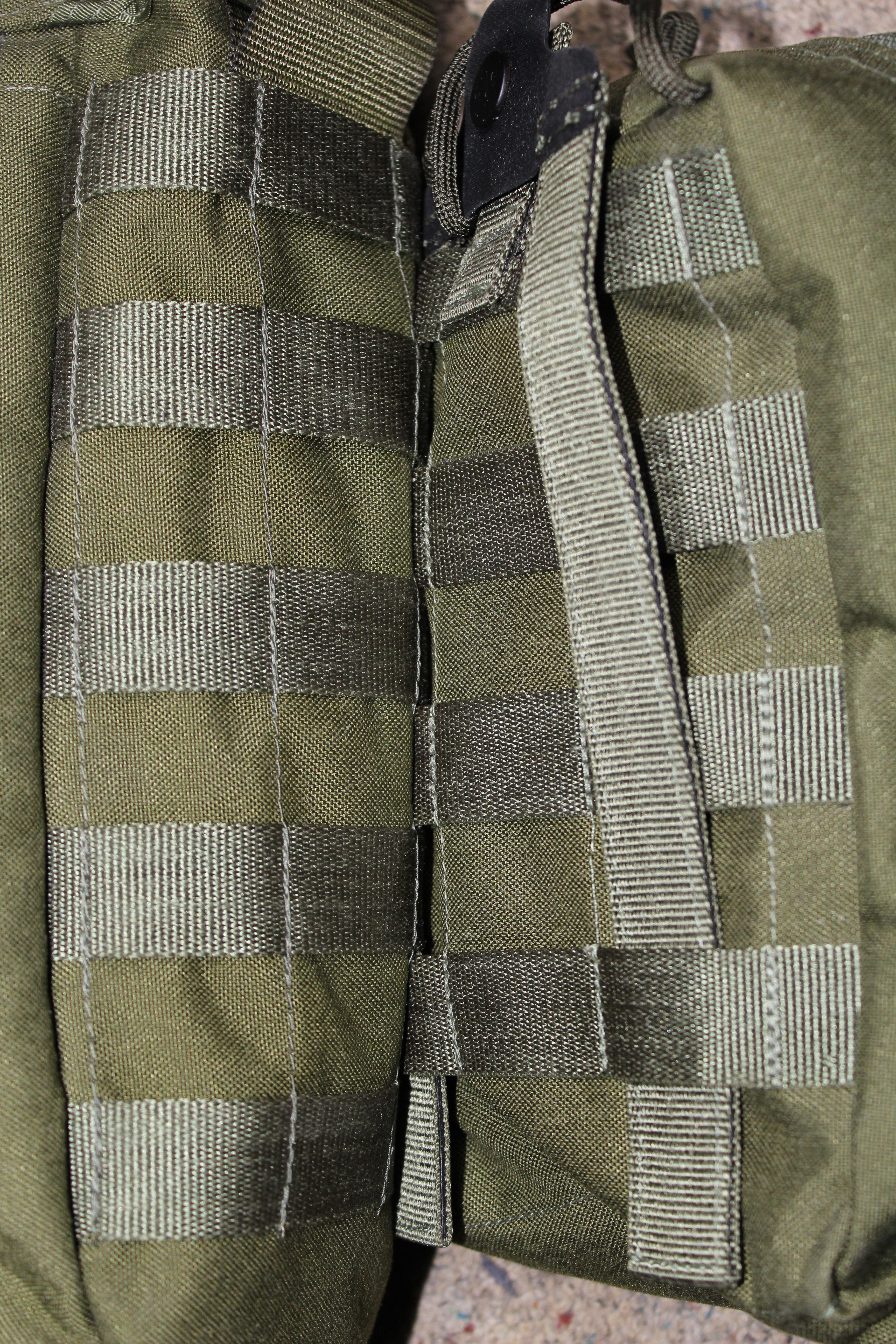
Pochette attachable
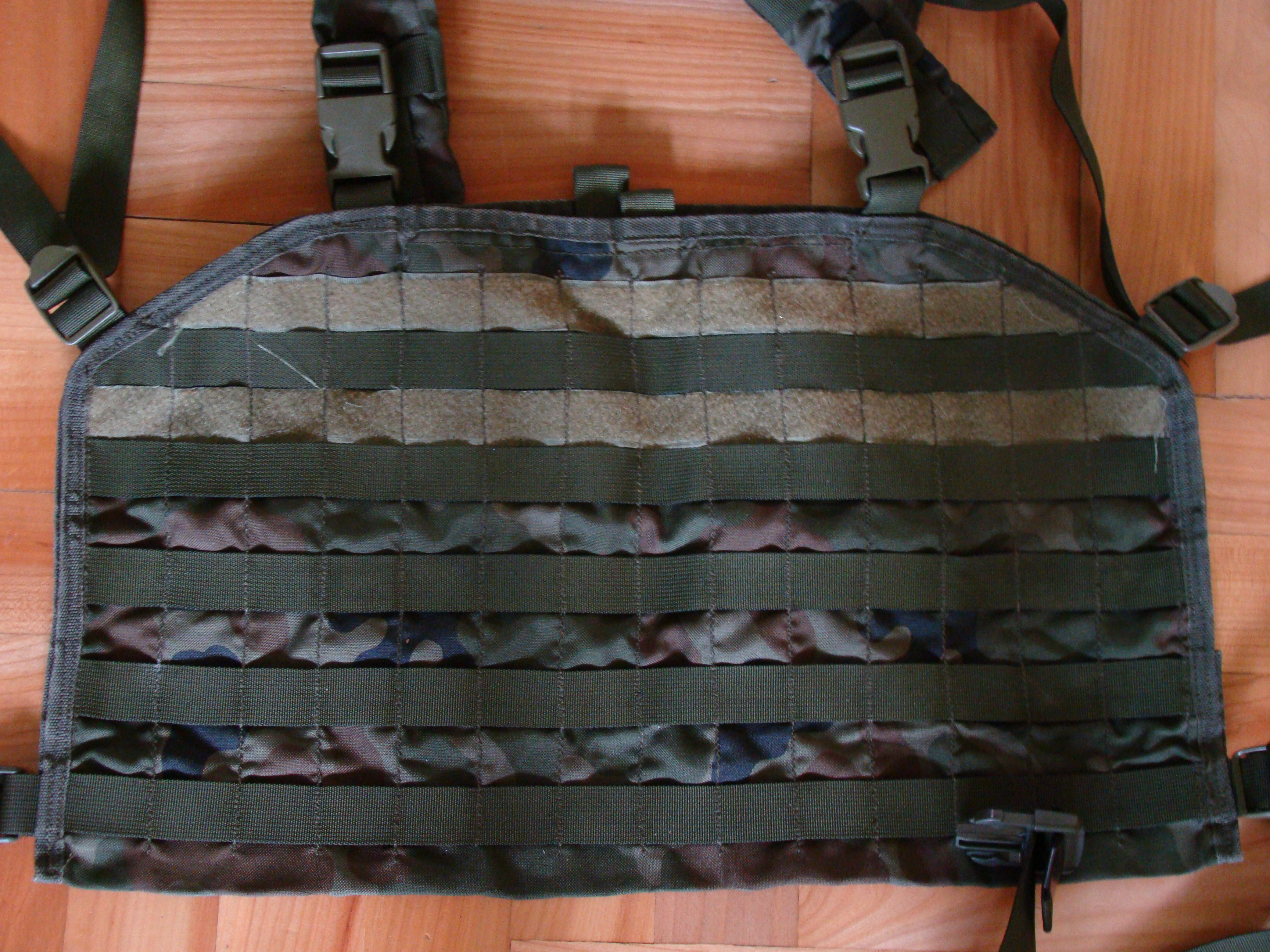
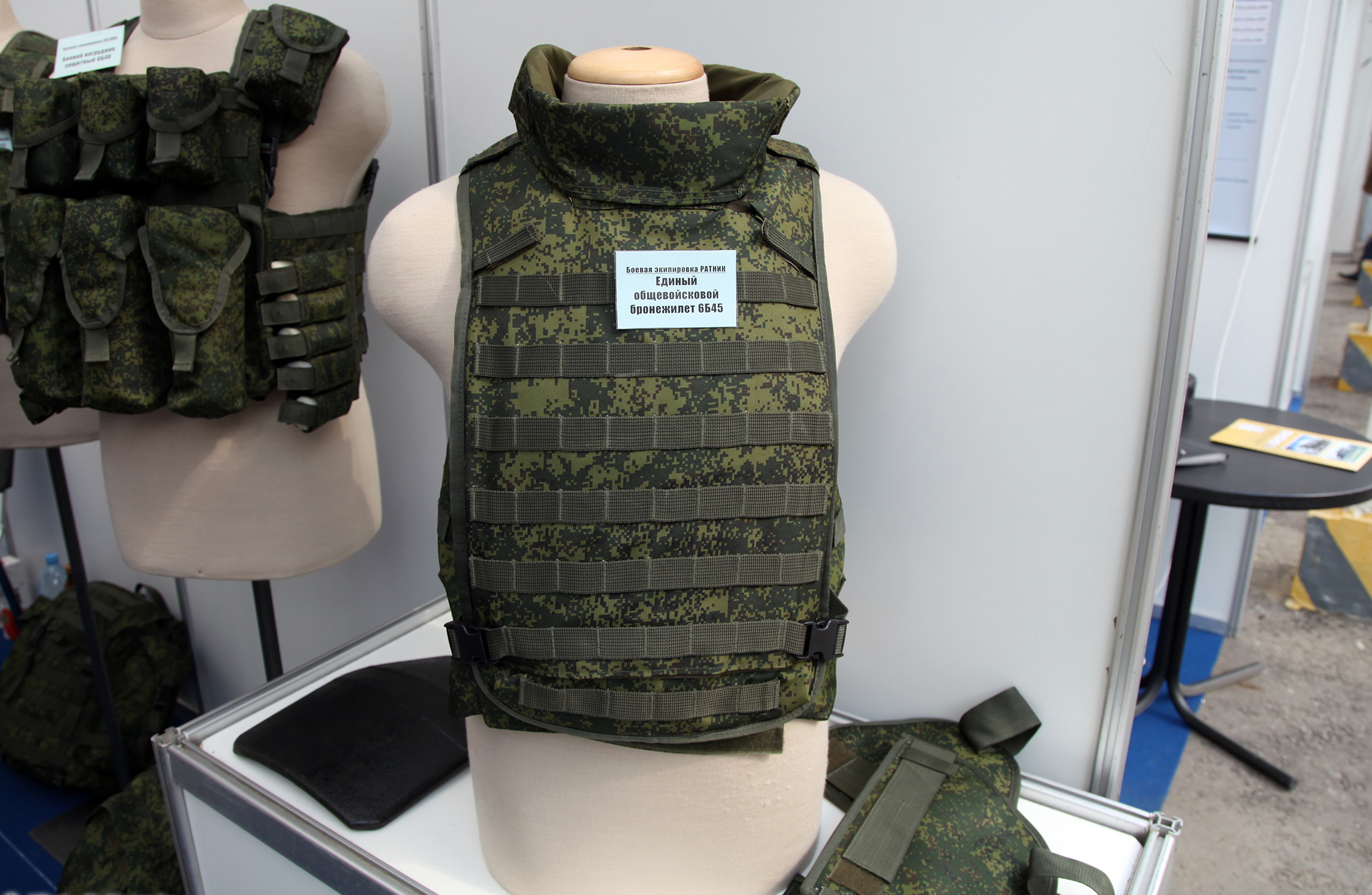
Gillet pare-balle avec fixation MOLLE